# Krzywa (powiat moniecki)
Krzywa – wieś w Polsce położona w województwie podlaskim, w powiecie monieckim, w gminie Jasionówka.
W latach 1975–1998 miejscowość należała administracyjnie do województwa białostockiego. W latach 1973–1991 w gminie Jaświły.
Wierni kościoła rzymskokatolickiego należą do parafii Świętej Trójcy w Jasionówce.